# Kristin Fridtun
Kristin Fridtun (ur. 9 listopada 1987) – norweska skoczkini narciarska, reprezentantka Elverum Hopp, drużynowa mistrzyni świata juniorów z 2004.
W zimowych mistrzostwach Norwegii w 2003 zajęła trzecie miejsce tuż za Anette Sagen i Line Jahr po dwóch skokach na 61 metrów. W letnich mistrzostwach Norwegii w 2003 zajęła drugie miejsce tuż za Anette Sagen i Line Jahr po skokach na odpowiednio 63,5 i 68 metrów na skoczni normalnej.
Najdłuższy skok jaki osiągnęła to 106 metrów.

## Mistrzostwa świata juniorów
| Miejsce | Dzień    | Rok  | Miejscowość | Skocznia       | Punkt K | HS    | Konkurs  | Skok 1 | Skok 2 | Nota                  | Strata    | Zwycięzca    | Przypisy |
| ------- | -------- | ---- | ----------- | -------------- | ------- | ----- | -------- | ------ | ------ | --------------------- | --------- | ------------ | -------- |
| 11.     | 7 lutego | 2004 | Stryn       | Bjørkelibakken | K-90    | HS-97 | indywid. | 76,0 m | 73,0 m | 151,5 pkt             | 116,5 pkt | Anette Sagen |          |
| 1.      | 8 lutego | 2004 | Stryn       | Bjørkelibakken | K-90    | HS-97 | druż.    | 75,5 m | 77,5 m | 863,0 pkt (161,0 pkt) | –         | –            |          |

## Puchar Kontynentalny

### Miejsca w klasyfikacji generalnej
| Sezon     | Miejsce |
| --------- | ------- |
| 2005/2006 | 49.     |

### Miejsca w poszczególnych konkursachPucharu Kontynentalnego
| Sezon 2005/2006                                              |             |       |              |           |           |             |             |        |         |             |           |            |           |     |     |           |       |        |
| Bischofshofen                                                | Klingenthal | Pöhla | Meinerzhagen | Park City | Park City | Lake Placid | Lake Placid | Ljubno | Toblach | Baiersbronn | Schönwald | Saalfelden | Rastbüchl | Zaō | Zaō | Vikersund | Våler | punkty |
| -                                                            | -           | -     | -            | -         | -         | -           | -           | -      | -       | -           | -         | -          | -         | -   | -   | 24        | 23    | 15     |
| Legenda                                                      |             |       |              |           |           |             |             |        |         |             |           |            |           |     |     |           |       |        |
| 1 2 3 4-10 11-30 poniżej 30 - – zawodniczka nie wystartowała |             |       |              |           |           |             |             |        |         |             |           |            |           |     |     |           |       |        |

### FIS Ladies Winter Tournee

#### Miejsca w klasyfikacji generalnej FIS Ladies Winter Tournee
| Sezon | Miejsce |
| ----- | ------- |
| 2002  | 25.     |
| 2003  | 24.     |
| 2004  | 17.     |

#### Miejsca na podium w konkursach drużynowych FIS Ladies Winter Tournee
| Nr | Dzień     | Rok  | Miejscowość | Skocznia                   | Punkt K | HS | Skład | Skok 1 | Skok 2 | Nota                  | Lok. | Strata   | Zwycięzca |
| -- | --------- | ---- | ----------- | -------------------------- | ------- | -- | ----- | ------ | ------ | --------------------- | ---- | -------- | --------- |
| 1. | 15 lutego | 2004 | Breitenberg | Baptist-Kitzlinger-Schanze | K-75    | –  | druż. | 64,5 m | 68,0 m | 806,6 pkt (160,0 pkt) | 3.   | 57,0 pkt | Austria   |

#### Miejsca w poszczególnych konkursach FIS Ladies Winter Tournee
| 2002                                                                              |                        |                        |                        |                                     |       |       |
|                                                                                   | Saalfelden 30.01.2002  | Breitenberg 2.02.2002  | Baiersbronn 6.02.2002  | Schönwald im Schwarzwald 9.02.2002  | Suma  | Suma  |
| Miejsca                                                                           | 24.                    | 34.                    | 19.                    | 24.                                 | 449,1 | 449,1 |
| Punkty                                                                            | 102,0                  | 148,6                  | 142,5                  | 56,0                                | 449,1 | 449,1 |
| 2003                                                                              |                        |                        |                        |                                     |       |       |
|                                                                                   | Breitenberg 19.02.2003 | Saalfelden 22.02.2003  | Baiersbronn 26.02.2003 | Schönwald im Schwarzwald 1.03.2003  | Suma  | Suma  |
| Miejsca                                                                           | 26.                    | 25.                    | 29.                    | 29.                                 | 511,5 | 511,5 |
| Punkty                                                                            | 136,5                  | 113,0                  | 140,5                  | 121,5                               | 511,5 | 511,5 |
| 2004                                                                              |                        |                        |                        |                                     |       |       |
|                                                                                   | Saalfelden 12.02.2004  | Breitenberg 14.02.2004 | Baiersbronn 18.02.2004 | Schönwald im Schwarzwald 21.02.2004 | Suma  | Suma  |
| Miejsca                                                                           | 17.                    | 22.                    | 20.                    | 17.                                 | 608,7 | 608,7 |
| Punkty                                                                            | 138,5                  | 166,2                  | 156,5                  | 147,5                               | 608,7 | 608,7 |
| Legenda                                                                           |                        |                        |                        |                                     |       |       |
| 1 2 3 4-10 11-30 poniżej 30 dq – dyskwalifikacja - – zawodniczka nie wystartowała |                        |                        |                        |                                     |       |       |

### FIS Sommer Ladies Tournee

#### Miejsca w klasyfikacji generalnej FIS Sommer Ladies Tournee
| Sezon | Miejsce |
| ----- | ------- |
| 2002  | 37.     |
| 2003  | 25.     |

#### Miejsca na podium w konkursach drużynowych FIS Sommer Ladies Tournee
| Nr | Dzień       | Rok  | Miejscowość  | Skocznia            | Punkt K | HS | Skład | Skok 1 | Skok 2 | Nota                  | Lok. | Strata   | Zwycięzca |
| -- | ----------- | ---- | ------------ | ------------------- | ------- | -- | ----- | ------ | ------ | --------------------- | ---- | -------- | --------- |
| 1. | 7 września  | 2001 | Meinerzhagen | Meinhardus-Schanzen | K-65    | –  | druż. | bd     | bd     | 770,8 pkt (157,3 pkt) | 2.   | 51,4 pkt | Austria   |
| 2. | 17 sierpnia | 2003 | Pöhla        | Pöhlbachschanze     | K-60    | –  | druż. | 50,5 m | 50,5 m | 615,3 pkt (172,9 pkt) | 1.   | –        | –         |

#### Miejsca w poszczególnych konkursach FIS Sommer Ladies Tournee
| 2002                                                                              |                          |                       |                        |                         |       |      |
|                                                                                   | Breitenberg 31.08.2002   | Breitenberg 1.09.2002 | Pöhla 4.09.2002        | Meinerzhagen 8.02.2002  | Suma  | Suma |
| Miejsca                                                                           | –                        | –                     | –                      | 32.                     | 114,6 |      |
| Punkty                                                                            | –                        | –                     | –                      | 114,6                   | 114,6 |      |
| 2003                                                                              |                          |                       |                        |                         |       |      |
|                                                                                   | Bischofshofen 13.08.2003 | Pöhla 16.08.2003      | Klingenthal 20.08.2003 | Meinerzhagen 24.08.2003 | Suma  | Suma |
| Miejsca                                                                           | 15.                      | 10.                   | –                      | –                       | 385,4 |      |
| Punkty                                                                            | 196,7                    | 188,7                 | –                      | –                       | 385,4 |      |
| Legenda                                                                           |                          |                       |                        |                         |       |      |
| 1 2 3 4-10 11-30 poniżej 30 dq – dyskwalifikacja - – zawodniczka nie wystartowała |                          |                       |                        |                         |       |      |